# Ligne de Fives à Abbeville
La ligne de Fives à Abbeville est une ligne ferroviaire française à écartement standard de la région Hauts-de-France. Elle relie la gare de Lille-Flandres à celle de Saint-Pol-sur-Ternoise. Elle continuait autrefois jusqu'à la gare d'Abbeville.
Elle constitue la ligne no 289 000 du réseau ferré national.

## Histoire

### Origine

#### De Lille à Béthune
La ligne « de La Bassée à Lille » est déclarée d'utilité publique par décret impérial le 19 août 1863. Ce même décret approuve la convention signée à la même date entre le ministre des Travaux publics et la Compagnie des mines de Béthune pour la concession de la ligne.
Un « embranchement du chemin de fer de La Bassée à Lille sur Béthune » est déclaré d'utilité publique par décret le 8 mars 1865. Ce décret concède l'embranchement à la Compagnie des mines de Béthune.
Le 11 mai 1865 est constituée la Compagnie du chemin de fer de Lille à Béthune et à Bully-Grenay, qui se substitue à la Compagnie des mines de Béthune comme concessionnaire de la ligne. Ses statuts sont homologués par décret impérial le 22 mai suivant.
Les villes de Lille et de Béthune sont reliées à partir de 1865. L'arrivée à Béthune s'effectue alors en gare de Béthune-Rivage.
Les 31 décembre 1875 et 2 février 1876, la Compagnie des chemins de fer de Lille à Valenciennes, garante de la Compagnie du chemin de fer de Lille à Béthune et à Bully-Grenay, signe un traité avec la Compagnie des chemins de fer du Nord pour l'exploitation jusqu'à l'échéance de la concession de l'ensemble des lignes dont elle assure l'exploitation. Ce traité est approuvé par un décret le 20 mai 1876.
La ligne est intégrée au réseau de Compagnie des chemins de fer du Nord selon les termes d'une convention signée entre le ministre des Travaux publics et la compagnie le 5 juin 1883. Cette convention est approuvée par une loi le 20 novembre suivant.

#### De Béthune à Abbeville
Un décret impérial du 25 juin 1864 déclare d'utilité publique et prescrit la mise en adjudication d'une ligne d'Arras à Étaples avec embranchement sur Béthune. Ce même décret prévoyait la desserte soit directement, soit par embranchement, de Frévent et Saint-Pol.
La section entre Béthune et Abbeville est concédée à la Compagnie des chemins de fer du Nord au titre de l'intérêt général par une convention signée entre le ministre des Travaux publics et la compagnie le 22 mai 1869. Cette convention est approuvée par un décret impérial à la même date.

### Déclin

#### Déclassements
- Section de Saint-Pol-sur-Ternoise à Frévent (PK 76,060 à 89,275) : 31 août 1989[11].
- Section de Frévent à Auxi-le-Château (PK 89,275 à 102,300) : 26 juillet 1973[12].
- Section à Saint-Pol-sur-Ternoise (PK 74,810 à 76,060) : 14 février 1992[13].
- Section d'Auxi-le-Château à Abbeville (PK 102,300 à 134,130) : 17 octobre 1994[14] (section devenue par la suite une voie verte, La Traverse du Ponthieu[15]).

#### Fermeture
- Section de Saint-Pol-sur-Ternoise à Ramecourt (PK 73,480 à 74,810) : 9 septembre 2010[16]

## Caractéristiques

### Tracé
la ligne de Fives à Abbeville naît à Lille, tout près de la gare de Lille-Flandres et du dépôt ferroviaire de Fives. Elle se débranche de la ligne de Paris-Nord à Lille avant de s'orienter vers l'Ouest pour parcourir le quartier de Lille-Sud, tout en longeant l'autoroute A25 sur quelques centaines de mètres. On y trouve les deux premiers arrêts de la ligne, les gares de Porte-de-Douai et de CHR, où une correspondance avec la ligne 1 du métro est possible. Après avoir quitté Lille, la ligne part alors en direction du sud-ouest sur un tracé presque rectiligne jusqu'à Don - Sainghin, là où aboutit notamment la ligne de Lens à Don - Sainghin. Peu après Haubourdin, on trouve la bifurcation en direction de la ligne d'Haubourdin à Saint-André, qui permet à certains trains de fret de rejoindre Lille-Délivrance et Calais par la ligne de Lille aux Fontinettes.
Après la gare de Don, la ligne poursuit sur son orientation ouest / sud-ouest, avec un tracé relativement rectiligne malgré la présence de certaines courbes. La gare de La Bassée - Violaines est la dernière de la ligne sur le territoire de la Métropole européenne de Lille et du département du Nord. La ligne passe alors dans le Pas-de-Calais voisin après un pont sur le canal d'Aire à La Bassée, qu'elle longe sur plusieurs kilomètres. Elle se sépare du canal peu avant l'entrée dans l'agglomération de Béthune et la bifurcation sur la ligne d'Arras à Dunkerque-Locale.
Passée la gare de Béthune, la ligne de Fives à Abbeville continue sa poursuite en tronc commun avec la ligne Arras – Dunkerque jusqu'à Fouquereuil, avant de s'en séparer peu avant Chocques. Le tracé, désormais à voie unique, y est plus sinueux. La ligne atteint ensuite la gare de Saint-Pol-sur-Ternoise, ainsi que les lignes de Saint-Pol-sur-Ternoise à Étaples et d'Arras à Saint-Pol-sur-Ternoise.
Entre Saint-Pol-sur-Ternoise et Abbeville, la ligne n'est plus exploitée ; le tracé est tout autant sinueux et reste visible dans le paysage. Peu avant Abbeville, la ligne passe sous le viaduc du Scardon (emprunté par l'autoroute A16) avant de contourner la ville par le sud et d'atteindre la gare, ainsi que les lignes de Longueau à Boulogne-Ville et d'Abbeville à Eu, cette dernière permettant de rejoindre Le Tréport.

### Vitesses limites
Vitesses limites de la ligne en 2012 pour tous les types de trains en sens impair (certaines catégories de trains, comme les trains de marchandises, possèdent des limites plus faibles) :
| De                                   | À                                    | Limite |
| ------------------------------------ | ------------------------------------ | ------ |
| Lille-Flandres BV                    | Portique « Pont supérieur de Fives » | 30     |
| Portique « Pont supérieur de Fives » | Don-Sainghin BV                      | 100    |
| Don-Sainghin BV                      | Béthune                              | 110    |
| Béthune                              | Bif. de Fouquereuil (PK 44,9)        | 140    |
| Bif. de Fouquereuil (PK 44,9)        | Saint-Pol-sur-Ternoise               | 80     |

### Infrastructure

#### Voies et électrification
Cette ligne est à double voie de Fives (Lille-Flandres) à Fouquereuil. Il existait autrefois une 2e voie de Fouquereuil à Lapugnoy et de Brias à Saint-Pol-sur-Ternoise.

##### Électrification
Divers tronçons de la ligne ont été électrifiés en 25 kV – 50 Hz, aux dates suivantes :
- Bif. de La Justice – bif. d'Haubourdin : décembre 1955 ;
- Bif. de La Justice – Lille-Voyageurs : 9 mai 1958 ;
- Bif. d'Haubourdin – Don-Sainghin : 23 juillet 1959 ;
- Béthune – Lapugnoy : 29 janvier 1960 ;
- Don-Sainghin – Béthune : 18 janvier 1988.

##### Désélectrification
Bif. de Fouquereuil – Lapugnoy : 31 décembre 1971.

##### Rétablissement de la deuxième voie déposée en 1949
Section de Don-Sainghin à Béthune : 10 décembre 2008.

### Gares
Dans le tableau déroulant qui suit, les gares mentionnées avec un rond noir sont celles ouvertes au service des voyageurs (les noms des terminus du réseau TER Hauts-de-France sont d'ailleurs en gras) ; les gares marquées avec un rond blanc sont fermées, abandonnées ou détruites.
|   |                                              |  | Nom de la gare                      | Photos anciennes                      | Photos récentes (XXIe siècle)                                                       | Coordonnées                 | État (années 2020) | Fréquentation (2023) | Particularités |
| - | -------------------------------------------- |  | ----------------------------------- | ------------------------------------- | ----------------------------------------------------------------------------------- | --------------------------- | --- | -------------------- | --- |
|   | O                                            |  | Lille-Flandres (anciennement Lille) |                                       |                                                                                     | 50° 38′ 09″ N, 3° 04′ 21″ E | En service (voyageurs) | 24 118 203           | Gare en cul-de-sac ; aboutissement de la ligne de Paris-Nord à Lille et origine de la ligne de Lille aux Fontinettes. |
| O | Fives                                        |  |                                     | 50° 37′ 31″ N, 3° 05′ 18″ E           | Détruite                                                                            |                             | Gare origine des lignes de Fives à Abbeville, de Fives à Hirson, de Fives à Mouscron (frontière) et de Fives à Baisieux, ainsi que du racc. de Saint-Sauveur.                                                                         |                      | |
| O | Lille-Porte-de-Douai                         |  |                                     | 50° 36′ 43″ N, 3° 04′ 31″ E           | En service (voyageurs)                                                              | 36 478                      | |                      | |
| O | Lille-Porte-d'Arras                          |  |                                     | 50° 36′ 49″ N, 3° 03′ 51″ E           | Détruite                                                                            |                             | Cette gare était établie sur l'ancien tracé de la ligne. |                      | |
| O | Lille-Sud                                    |  |                                     | 50° 37′ 00″ N, 3° 03′ 19″ E           | Détruite                                                                            |                             | Initialement un faisceau de voies pour les marchandises, Lille-Sud était également devenue une gare de voyageurs (en remplacement de Lille-Porte-d'Arras et de Lille-Porte-des-Postes) lors de la rectification du tracé de la ligne. |                      | |
| O | Lille-Porte-des-Postes                       |  |                                     | 50° 36′ 56″ N, 3° 02′ 51″ E           | Détruite                                                                            |                             | Cette gare était établie sur l'ancien tracé de la ligne. |                      | |
| O | Lille-CHR                                    |  |                                     | 50° 36′ 52″ N, 3° 02′ 05″ E           | En service (voyageurs)                                                              | 349 246                     | |                      | |
| O | Loos-lez-Lille (anciennement Loos)           |  |                                     | 50° 36′ 46″ N, 3° 01′ 01″ E           | En service (voyageurs)                                                              | 47 194                      | |                      | |
| O | Haubourdin                                   |  |                                     | 50° 36′ 25″ N, 2° 59′ 25″ E           | En service (voyageurs et fret)                                                      | 69 690                      | Gare de bifurcation avec la ligne d'Haubourdin à Saint-André. |                      | |
| O | Santes                                       |  |                                     | 50° 35′ 30″ N, 2° 57′ 44″ E           | En service (voyageurs et fret)                                                      | 43 712                      | |                      | |
| O | Wavrin                                       |  |                                     | 50° 34′ 28″ N, 2° 56′ 11″ E           | En service (voyageurs)                                                              | 73 136                      | Ancienne gare de bifurcation avec la ligne de Wavrin à Armentières. |                      | |
| O | La Fontaine                                  |  |                                     | 50° 33′ 58″ N, 2° 55′ 34″ E           | En service (voyageurs)                                                              | 3 183                       | |                      | |
| O | Don - Sainghin                               |  |                                     | 50° 33′ 07″ N, 2° 54′ 51″ E           | En service (voyageurs et fret)                                                      | 164 588                     | Gare de bifurcation avec les lignes de Lens à Don - Sainghin , de Templeuve à Don - Sainghin et de Don - Sainghin à Fromelles. |                      | |
| O | Marquillies                                  |  |                                     | 50° 32′ 53″ N, 2° 52′ 02″ E           | En service (voyageurs)                                                              | 15 475                      | BV détruit. |                      | |
| O | Salomé                                       |  |                                     | 50° 32′ 30″ N, 2° 50′ 17″ E           | En service (voyageurs)                                                              | 10 781                      | BV reconverti (habitation). |                      | |
| O | La Bassée                                    |  |                                     | 50° 32′ 01″ N, 2° 49′ 04″ E           | Détruite                                                                            |                             | |                      | |
| O | La Bassée - Violaines (anciennement Haisnes) |  |                                     | 50° 31′ 40″ N, 2° 48′ 19″ E           | En service (voyageurs)                                                              | 310 510                     | Ancienne gare de bifurcation avec la ligne de Bully - Grenay à La Bassée - Violaines et la voie mère de Pont-à-Vendin à Violaines. |                      | |
| O | Violaines                                    |  |                                     | 50° 31′ 14″ N, 2° 46′ 52″ E           | Détruite                                                                            |                             | Jouxtait la bifurcation de la voie mère de Pont-à-Vendin à Violaines. |                      | |
| O | Cuinchy                                      |  |                                     | 50° 31′ 20″ N, 2° 44′ 41″ E           | En service (voyageurs)                                                              | 37 588                      | BV reconverti (CCAS de Cuinchy). |                      | |
| O | Beuvry (Pas-de-Calais)                       |  |                                     | 50° 32′ 09″ N, 2° 41′ 30″ E           | En service (voyageurs)                                                              | 13 296                      | BV détruit ; gare de bifurcation avec la ligne de Beuvry à Béthune-Rivage. |                      | |
| O | Béthune (anciennement Béthune-Nord)          |  |                                     | 50° 31′ 16″ N, 2° 38′ 25″ E           | En service (voyageurs et fret)                                                      | 1 690 091                   | Gare de bifurcation avec la ligne d'Arras à Dunkerque-Locale (début du tronc commun). |                      | |
| O | Fouquereuil                                  |  |                                     | 50° 31′ 32″ N, 2° 36′ 26″ E           | En service (voyageurs)                                                              | 1 338                       | BV détruit ; gare de bifurcation avec la ligne d'Arras à Dunkerque-Locale (fin du tronc commun). |                      | |
| O | La Beuvrière                                 |  |                                     | 50° 31′ 25″ N, 2° 33′ 39″ E           | Détruite                                                                            |                             | |                      | |
| O | Lapugnoy                                     |  |                                     | 50° 30′ 41″ N, 2° 32′ 02″ E           | Détruite                                                                            |                             | |                      | |
| O | Vis-à-Marles                                 |  |                                     | 50° 30′ 18″ N, 2° 31′ 01″ E           | En service (voyageurs)                                                              | 21 418                      | |                      | |
| O | Marles-Fosse                                 |  |                                     | 50° 29′ 30″ N, 2° 29′ 49″ E (approx.) | Détruite                                                                            |                             | |                      | |
| O | Calonne-Ricouart                             |  |                                     | 50° 28′ 58″ N, 2° 28′ 52″ E           | En service (voyageurs)                                                              | 33 978                      | |                      | |
| O | Pernes - Camblain                            |  |                                     | 50° 28′ 49″ N, 2° 25′ 52″ E           | En service (voyageurs)                                                              | 17 239                      | BV désaffecté. |                      | |
| O | Bours                                        |  |                                     | 50° 27′ 16″ N, 2° 25′ 01″ E           | Détruite                                                                            |                             | |                      | |
| O | Brias                                        |  |                                     | 50° 25′ 00″ N, 2° 24′ 00″ E           | Fermée (BV à l'abandon)                                                             |                             | Ancienne gare de bifurcation avec la ligne de Bully - Grenay à Brias. |                      | |
| O | Ostreville                                   |  |                                     | 50° 23′ 26″ N, 2° 22′ 13″ E           | Détruite                                                                            |                             | |                      | |
| O | Saint-Pol-sur-Ternoise                       |  |                                     | 50° 22′ 44″ N, 2° 20′ 22″ E           | En service (voyageurs et fret)                                                      | 187 706                     | Gare de bifurcation avec les lignes d'Arras à Saint-Pol-sur-Ternoise et de Saint-Pol-sur-Ternoise à Étaples. |                      | |
| O | Ramecourt                                    |  |                                     | 50° 22′ 31″ N, 2° 18′ 56″ E (approx.) | Garage détruit                                                                      |                             | |                      | |
| O | Petit-Houvin                                 |  |                                     | 50° 19′ 32″ N, 2° 19′ 43″ E           | Détruite                                                                            |                             | |                      | |
| O | Sibiville                                    |  |                                     | 50° 18′ 01″ N, 2° 19′ 36″ E           | Fermée (BV / maison de garde-barrière reconvertie en habitation)                    |                             | |                      | |
| O | Frévent                                      |  |                                     | 50° 16′ 26″ N, 2° 17′ 10″ E           | Détruite                                                                            |                             | Ancienne gare de bifurcation avec les lignes de Saint-Roch à Frévent et de Lens à Frévent. |                      | |
| O | Fortel                                       |  |                                     | 50° 15′ 48″ N, 2° 13′ 47″ E           | Fermée (un quai subsiste)                                                           |                             | |                      | |
| O | Nœux-les-Boffles                             |  |                                     | 50° 14′ 09″ N, 2° 10′ 50″ E           | Détruite                                                                            |                             | La pancarte indiquant le nom de la halte a été préservée et installée à l'emplacement de l'ancien quai. |                      | |
| O | Wavans                                       |  |                                     | 50° 13′ 20″ N, 2° 09′ 21″ E           | Détruite                                                                            |                             | |                      | |
| O | Auxi-le-Château                              |  |                                     | 50° 13′ 35″ N, 2° 07′ 09″ E           | Fermée (BV reconverti en tiers-lieu ; un quai subsiste)                             |                             | |                      | |
| O | Bernâtre                                     |  |                                     | 50° 11′ 51″ N, 2° 05′ 36″ E           | Fermée (BV / maison de garde-barrière reconvertie en habitation)                    |                             | |                      | |
| O | Conteville                                   |  |                                     | 50° 10′ 20″ N, 2° 03′ 47″ E           | Fermée (BV reconverti en habitation ; les quais subsistent)                         |                             | Ancienne gare de bifurcation avec la ligne militaire d'Achiet à Conchil-le-Temple, lors de la Première Guerre mondiale. |                      | |
| O | Chaussée-Brunehaut                           |  |                                     | 50° 09′ 23″ N, 2° 01′ 09″ E           | Fermée (BV / maison de garde-barrière reconvertie en habitation)                    |                             | |                      | |
| O | Oneux-Neuville                               |  |                                     | 50° 08′ 28″ N, 1° 58′ 43″ E           | Fermée (BV / maison de garde-barrière reconvertie en habitation ; un quai subsiste) |                             | |                      | |
| O | Saint-Riquier                                |  |                                     | 50° 07′ 43″ N, 1° 56′ 42″ E           | Fermée (BV détruit ; les quais subsistent)                                          |                             | Un entrepôt a été construit à l'emplacement de l'ancien BV. |                      | |
| O | Neufmoulin                                   |  |                                     | 50° 07′ 36″ N, 1° 54′ 36″ E           | Fermée (BV / maison de garde-barrière reconvertie en habitation)                    |                             | |                      | |
| O | Caours                                       |  |                                     | 50° 07′ 39″ N, 1° 53′ 05″ E           | Détruite                                                                            |                             | |                      | |
| O | Abbeville-Porte-du-Bois                      |  |                                     | 50° 06′ 33″ N, 1° 50′ 33″ E           | Fermée (BV reconverti en habitation)                                                |                             | Gare jouxtée d'une halte du même nom, cette dernière étant cependant établie sur l'ancienne ligne d'Abbeville à Dompierre (début du tronc commun par jumelage des deux voies sur la même plate-forme).                                |                      | |
| O | Abbeville                                    |  |                                     | 50° 06′ 08″ N, 1° 49′ 27″ E           | En service (voyageurs et fret)                                                      | 922 376                     | Gare de bifurcation avec les lignes de Longueau à Boulogne-Ville , d'Abbeville à Eu et d'Abbeville à Dompierre (fin du tronc commun).                                                                                                 |                      | |

La disposition des infrastructures ferroviaires, notamment ces gares, est visible sur le schéma de la ligne.

### Principaux ouvrages d'art

#### Pont du Marais
Le « pont du Marais », situé à Frévent, est un ancien pont qui enjambe la Canche. Il est composé d'une seule arche.
En 1914, lors de la Première Guerre mondiale, pour enrayer une éventuelle avancée allemande, le 3e régiment du génie fait sauter le pont fin août. Dès octobre suivant, il est reconstruit provisoirement, avec une seule voie, et des trains peuvent alors circuler à nouveau pour alimenter le front. Par la suite, le pont est rapidement reconstruit de façon définitive et, en octobre 1915, a lieu l'ouverture du nouvel ouvrage.

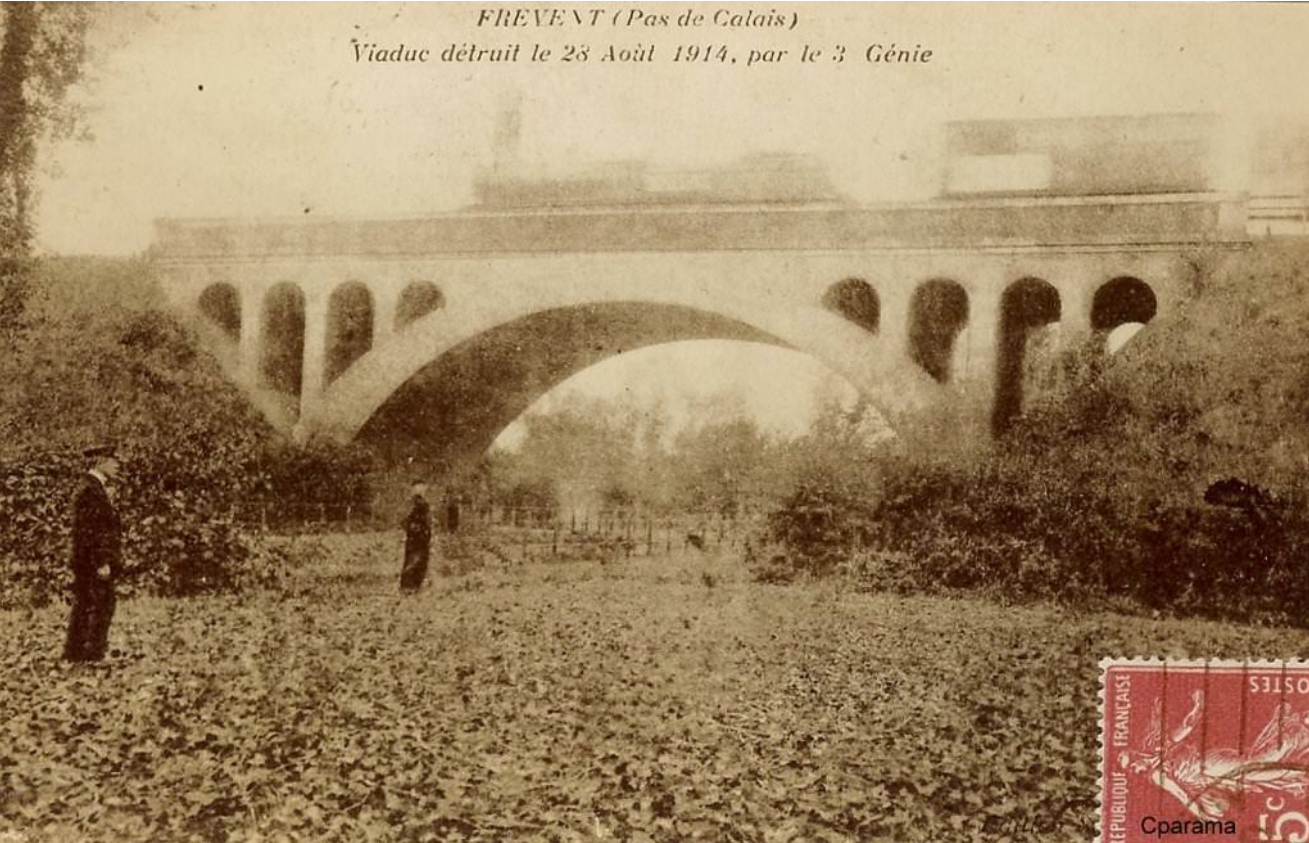
Dans les années 1900.
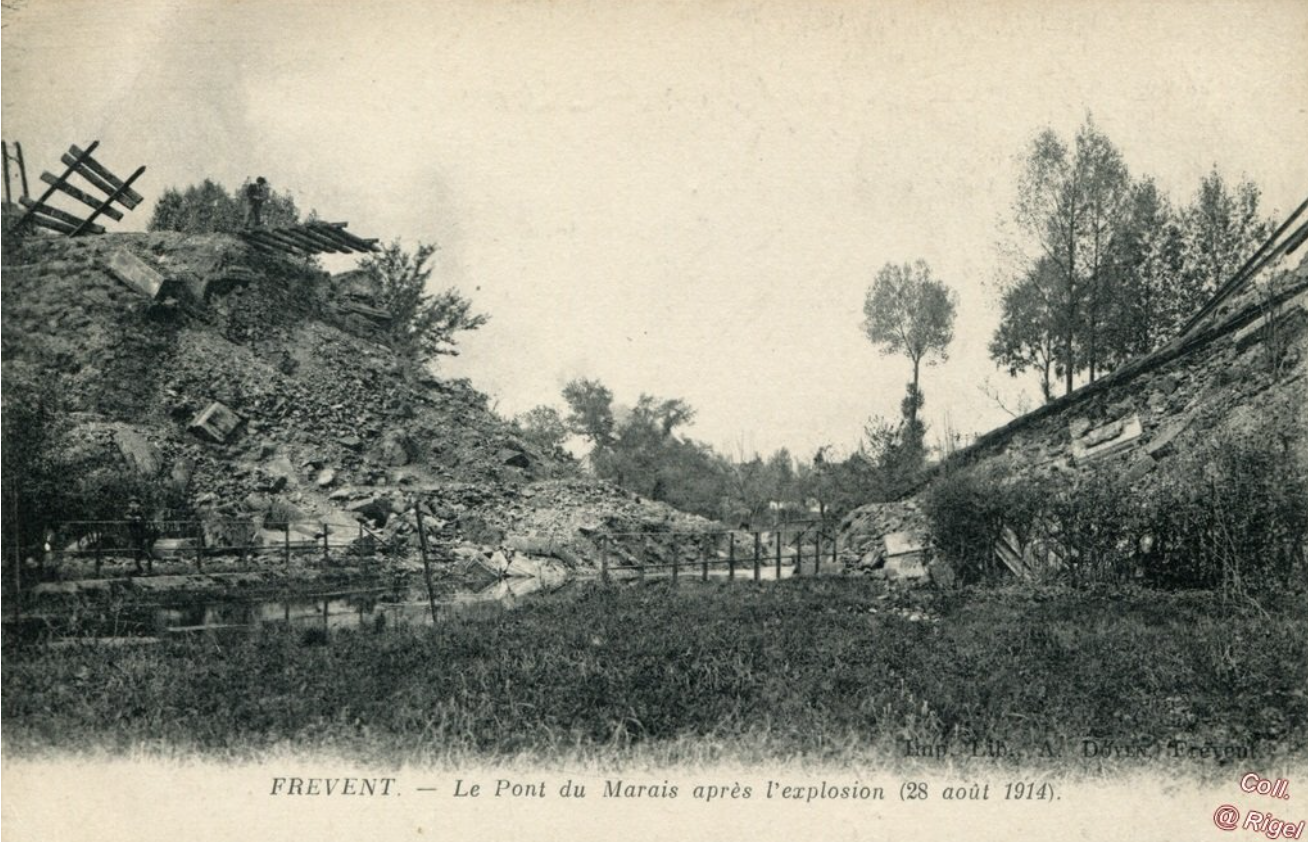
Le pont, détruit en août 1914…
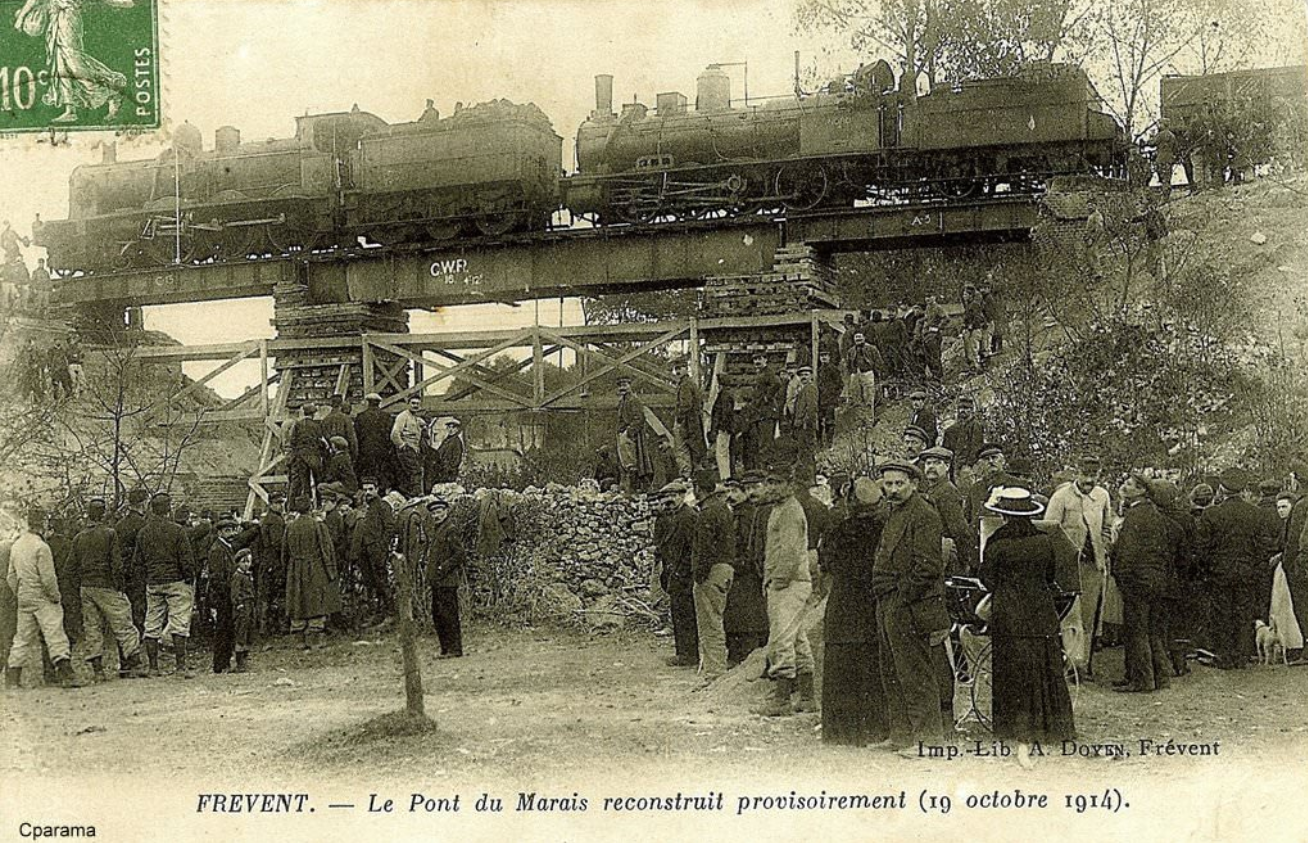
… puis reconstruit de manière provisoire en octobre 1914.
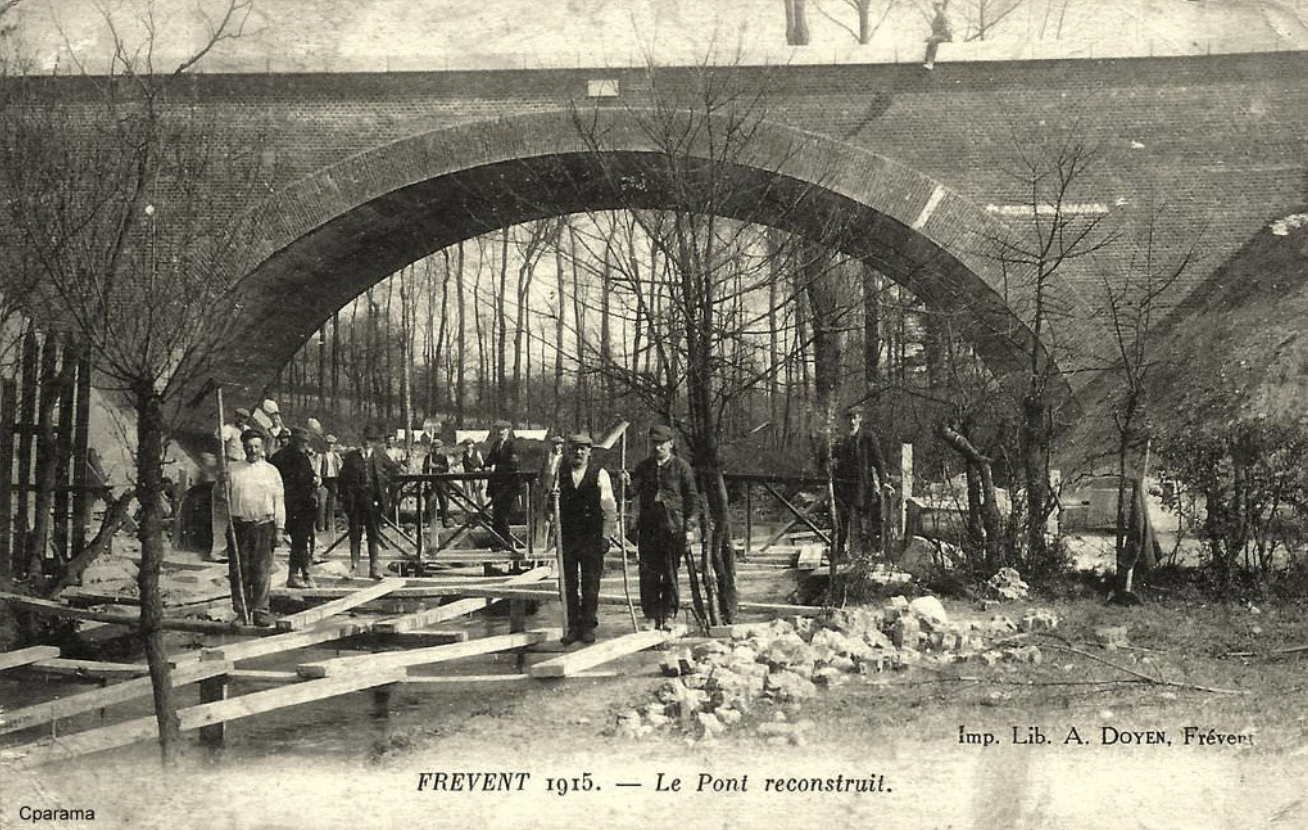
Le pont reconstruit définitivement, en novembre 1915.

#### Pont de Béthune
Le « pont de Béthune » est un ancien pont métallique enjambant la Somme, à Abbeville. Un deuxième tablier avait été construit pour permettre le passage de la ligne départementale d'Abbeville à Dompierre. L'ensemble a été détruit une première fois en août 1914 (puis initialement remplacé par une structure provisoire édifiée par le génie en 94 h), lors de la Première Guerre mondiale. Il a aussi subi les bombardements de mai 1940, mais seul le tablier de la ligne de Fives à Abbeville a finalement été reconstruit définitivement après la Seconde Guerre mondiale.
Moyennant un financement de 1,1 million d'euros, la réhabilitation de l'ouvrage — travaux qui doivent être réalisés avant 2027 — permettra de créer une liaison entre la véloroute de la vallée de la Somme (longeant le fleuve) et La Traverse du Ponthieu (voie verte sise sur les anciennes emprises ferroviaires entre Abbeville et Auxi-le-Château),.

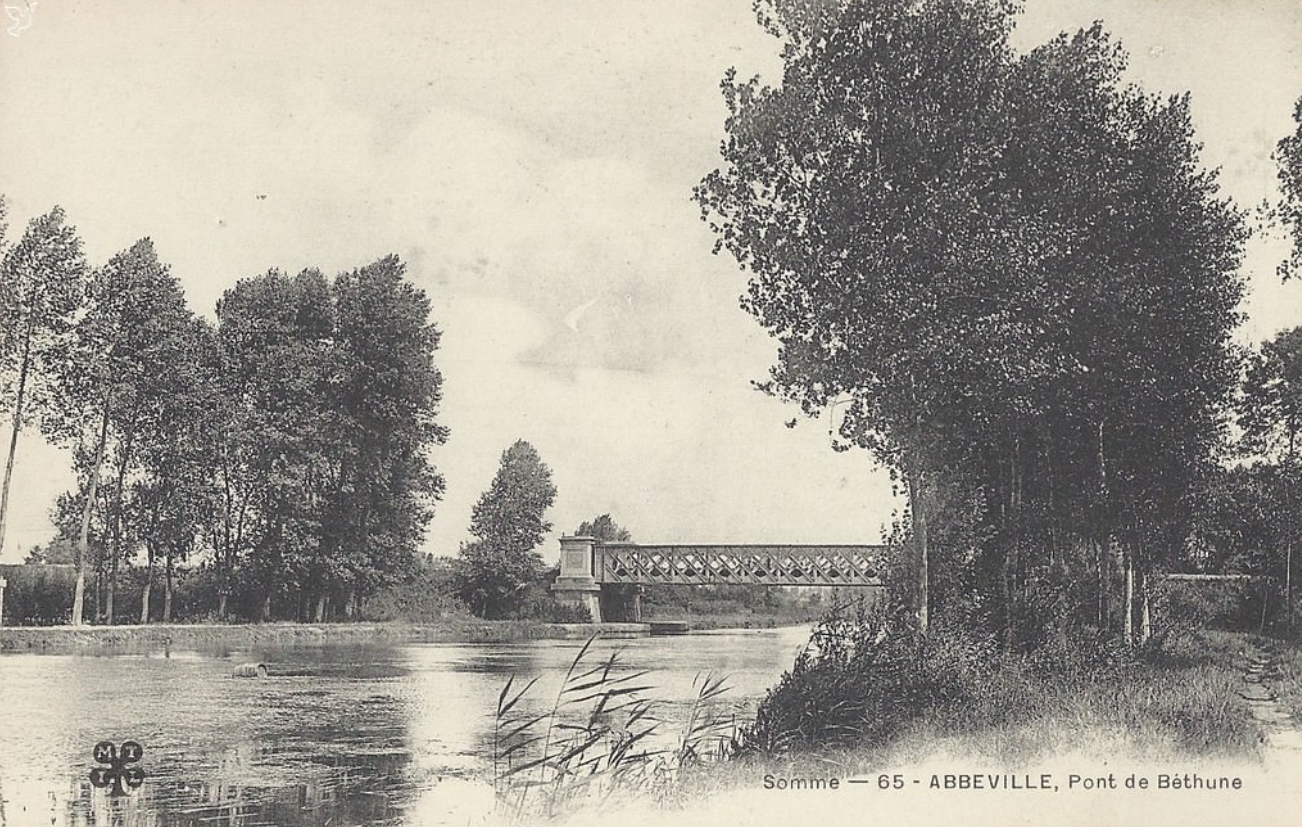
Carte postale ancienne montrant le pont.
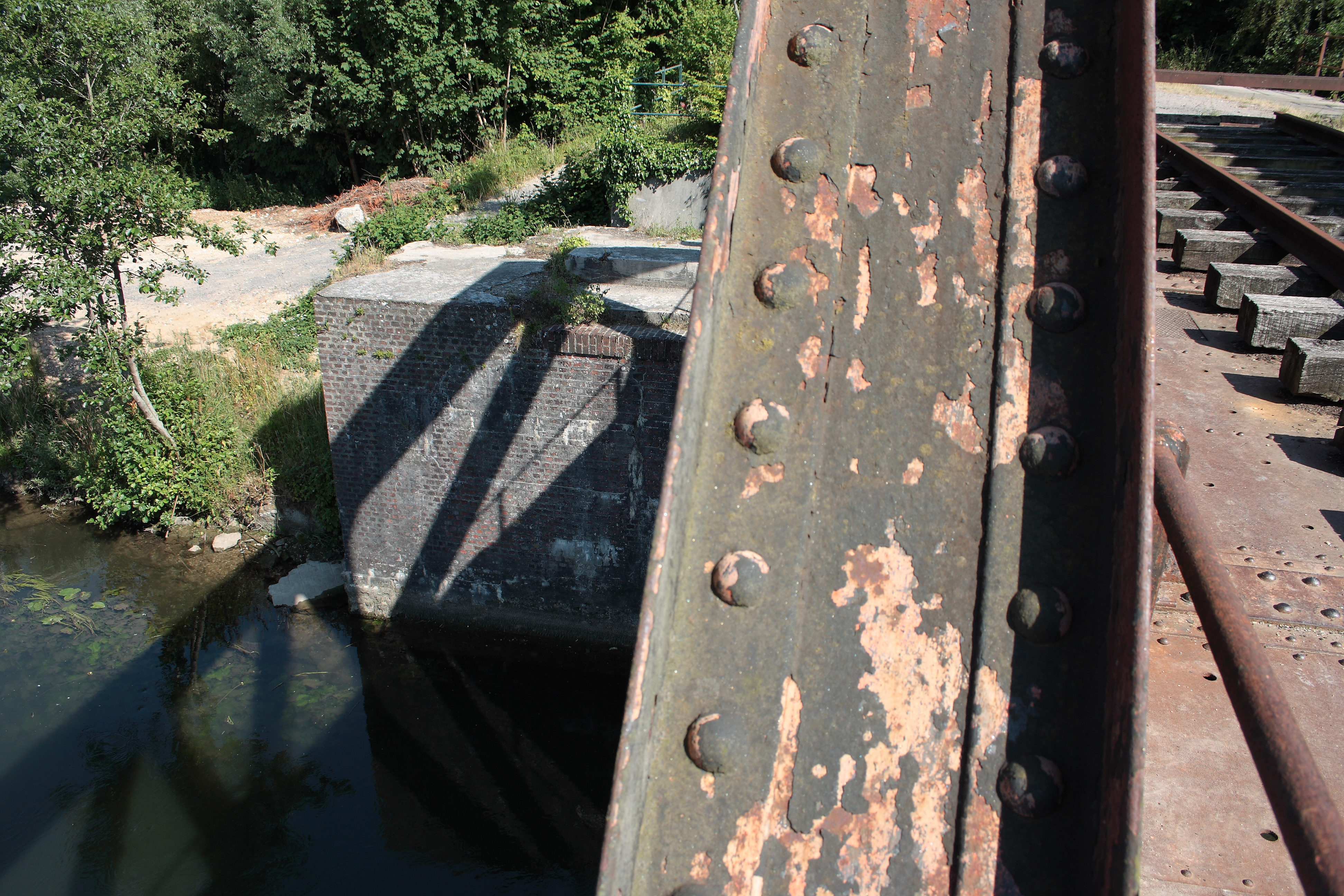
À gauche, la culée accueillait le tablier de la ligne Abbeville – Dompierre, qui fut ainsi jumeau de celui de la ligne Fives – Abbeville situé à droite.

#### Saut-de-mouton, à Abbeville

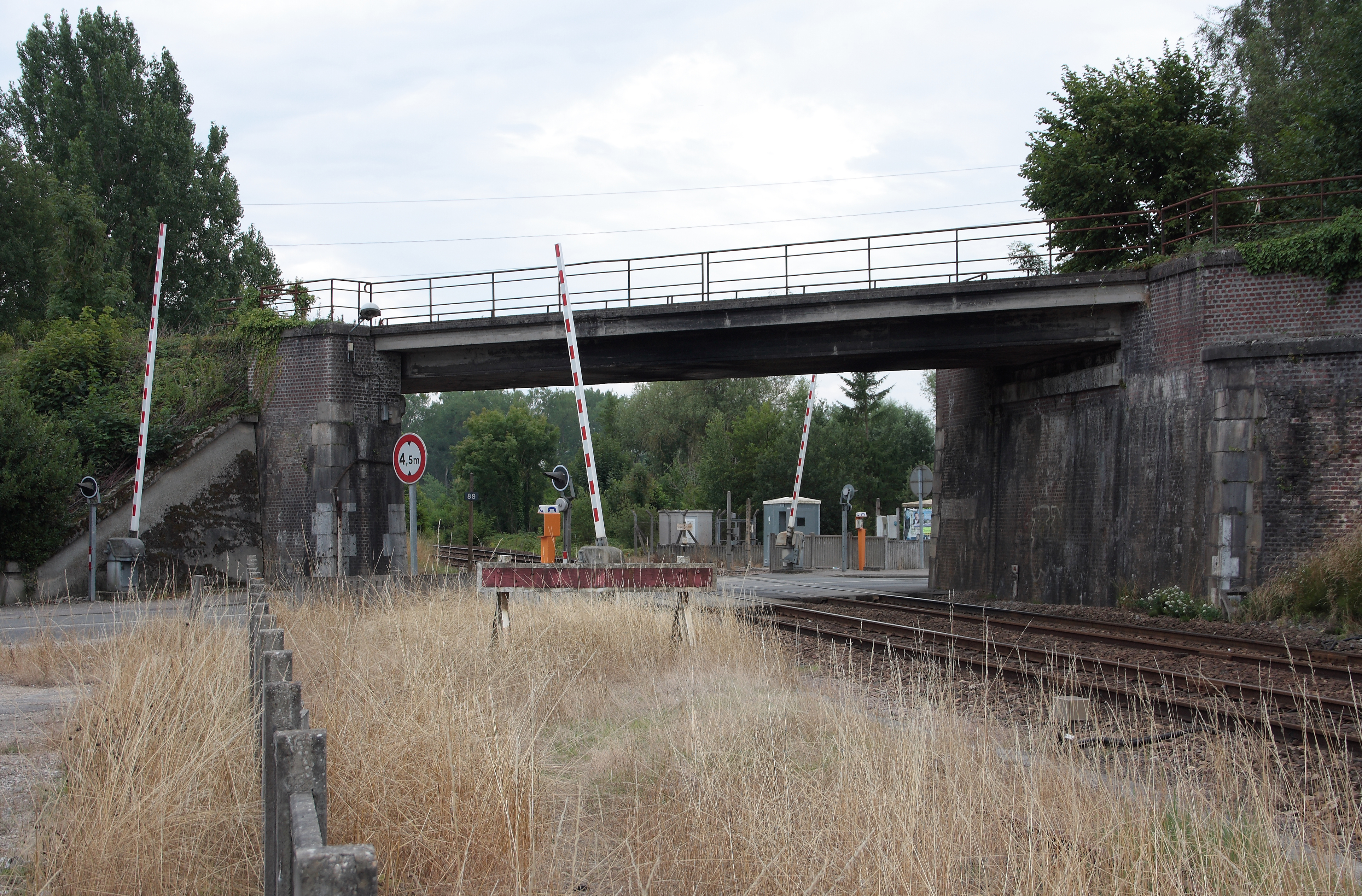
Saut-de-mouton enjambant le PN no 89 de la ligne Longueau – Boulogne-Ville.

À Abbeville, l'ancien saut-de-mouton, permettant le franchissement du passage à niveau no 89 de la ligne de Longueau à Boulogne-Ville, devait être détruit si le projet d'électrification totale de cette dernière (en 25 kV – 50 Hz) avait abouti.

## Exploitation
La ligne de Fives à Abbeville est exploitée, sur sa section Fives – Saint-Pol-sur-Ternoise, par les TER Hauts-de-France. Elle voit passer des trains assurant des missions semi-directes des lignes commerciales K50 et K51, toutes deux partant de Lille-Flandres afin de rejoindre respectivement Béthune, voire Saint-Pol-sur-Ternoise, ou Lens (par la ligne de Lens à Don - Sainghin). D'autres TER assurent des missions omnibus, desservant alors toutes les gares présentes sur le parcours Lille – Béthune voire Saint-Pol (ligne C50), ou bien sur Lille – Lens par Don - Sainghin (ligne C51). Des trains de fret y circulent également, notamment afin de contourner Lille par la ligne d'Haubourdin à Saint-André. Cependant, la section entre Lille et Don peut parfois voir passer des TER en direction d'Arras et d'Amiens, en cas de perturbations sur l'itinéraire habituel qui emprunte la ligne de Paris-Nord à Lille.